# Barlovento
Barlovento – rodzaj kosarzy z podrzędu Laniatores i rodziny Agoristenidae. Gatunkiem typowym jest Barlovento marmoratus..

## Występowanie
Przedstawiciele rodzaju występują w Wenezueli.

## Systematyka
Opisano dotychczas 4 gatunki należące do tego rodzaju:
- Barlovento albapatella González-Sponga, 1987
- Barlovento littorei González-Sponga, 1987
- Barlovento marmoratus (González-Sponga, 1981) (!contra "marmorata")
- Barlovento salmeronensis González-Sponga, 1987